# 21362 Dickarmstrong
21362 Dickarmstrong è un asteroide della fascia principale. Scoperto nel 1997, presenta un'orbita caratterizzata da un semiasse maggiore pari a 2,9001178 UA e da un'eccentricità di 0,0941822, inclinata di 3,37112° rispetto all'eclittica.